# Острозький повіт
Острозький повіт — історична адміністративно-територіальна одиниця на українських землях, що входили до складу Російської імперії, Української Держави,  Польщі і СРСР. Повітовий центр — місто Острог.

## Царські часи
Утворений у 1795 році у складі Волинського намісництва, з 1796 — у складі Волинської губернії Російської імперії. 
На півночі повіт межував з Рівненським, на північному сході Новоград-Волинським, сході Заславським, півдні Старокостянтинівським і на заході з Кременецьким і Дубенським повітами Волинської губернії. За підрахунками Стрельбицького займав площу в 2 694,1 верст² (3 066 км²).
Згідно з переписом населення Російської імперії 1897 року в повіті проживало 169 351 особа. З них 76,72 % — українці, 10,8 % — євреї, 6,61 % — поляки, 1,49 % — німці, 2,46 % — росіяни, 1,59 % — чехи, 0,12% — татари.
У повіті було 14 волостей, 194 сільські общини, 6 містечок, 15 колоній, 259 сільських поселень. У повіті було 2 міста— повітове Острог (з передмістями Більмаж, Кідер-Видер, Красностав, Нове Місто, Татарська вулиця, урочищем Кідри) та позаштатне Здолбунів (статус міста здобуло 1903 року).

## Повіт після 1920 року
У травні 1920 року Бугринську та Гощанську волості було передано до складу Рівненського повіту.
18 березня 1921 року Західна Волинь увійшла до складу Польщі. Внаслідок цього було розділено колишній Острозький повіт — 5 його волостей (Будеразька, Здовбицька, Мізоцька, Сіянецька (окрім села Дідова Гора), Хорівська) відійшли до Польщі до складу Волинського воєводства, 9 — Ганнопільська (окрім сіл Глибочок та Жаврів), Довжоцька (окрім сіл Дуліби, Крилів, Майків, Пашуки, Черниця), Кривинська (окрім села Вільбівне), Кунівська (села Антонівка, Долоччя, Загребля, Закриничне, Заріччя, Кам'янка, Карпилівка, Кунів), Ляховецька, Плужанська, Перерослівська, Семенівська, Уніївська (окрім села Боложівка) відійшли до СРСР до складу Заславського повіту.
У складі Польщі волості було перейменовано на ґміни (Будераж, Здовбиця, Мізоч, Сіянці, Хорів), а також фактично було відновлено ліквідовану ще на початку ХХ ст. Новомалинську волость як ґміну Новомалин із включенням тих сіл Кунівської волості, що опинилися з польського боку.

### Адміністративний устрій
Міські ґміни:
1. м. Острог

Сільські ґміни:
1. Ґміна Майков
2. Ґміна Новомалин - центр у містечку Межирічі
3. Ґміна Сіянці
4. Ґміна Хорів

1 січня 1925 р. включено до повіту вилучені з Дубенського повіту ґміни Будераж і Мізоч та з  Рівненського — гміну Здолбіца, натомість з повіту вилучено ґміну Майкув зі включенням до Рівненського, а повітовий центр було перенесено до міста Здолбунів, повіт перейменовано на Здолбунівський. При цьому внутрішній поділ залишився незмінним. Змінився лише статус Острога — із повітового воно перетворилося на заштатне місто..